# Mangawhai Heads
Mangawhai Heads ist ein Ort im Kaipara District der Region Northland auf der Nordinsel von Neuseeland.

## Namensherkunft
Der Māori-Name des Ortes setzt sich aus zwei Teilen zusammen, „manga“, das in der Sprache der Māori „Fluss“ bedeutet und „whai“, das für den Häuptling Te Whai steht, der sich nach einem Angriff der Ngāpuhi auf den Ort Pakiri in die Gegend des heutigen Mangawhai flüchtete.

## Geographie
Der Ort befindet sich rund 46 km südsüdöstlich von Whangārei und rund 22 km nordnordöstlich von Wellsford direkt am Mangawhai Harbour, der rund 1,5 km östlich des Ortszentrums seinen Zugang zum Pazifischen Ozean hat. Verkehrstechnisch an den New Zealand State Highway 1 angeschlossen ist der Ort über eine rund 17 km lange, über Mangawhai nach Westen führende Landstraße, die bei Kaiwaka auf den Highway trifft.

## Bevölkerung
Zum Zensus des Jahres 2013 zählte der Ort 1086 Einwohner, 27,5 % mehr als zur Volkszählung im Jahr 2006.